# بازفید
بازفید (انگلیسی: BuzzFeed) یک شرکت رسانه‌ای خبری اینترنتی آمریکاییست. این شرکت خود را «شرکت اخبار و سرگرمی اجتماعی… که تبلیغات اینترنتی با فناوری نشردهندهٔ محتوا-بنیان اجتمای خود بازتعریف می‌کند… که به اشتراک گذاشتنی‌ترین اخبار فوری را فراهم می‌کند» توصیف می‌کند.
بر اساس خبری که در بهمن ۱۴۰۱ منتشر شد رسانه اینترنتی بازفید قصد دارد تا برای «تقویت» و «شخصی‌سازی» محتوای خود از ابزارهای هوش مصنوعی ارائه‌شده توسط OpenAI، خالق چت‌جی‌پی‌تی استفاده کند. همین اعلامیه باعث شد تا ارزش سهام BuzzFeed در معاملات روز پنجشنبه بیش از ۱۵۰ درصد افزایش پیدا کند و به بیش از ۲ دلار به ازای هر سهم برسد.

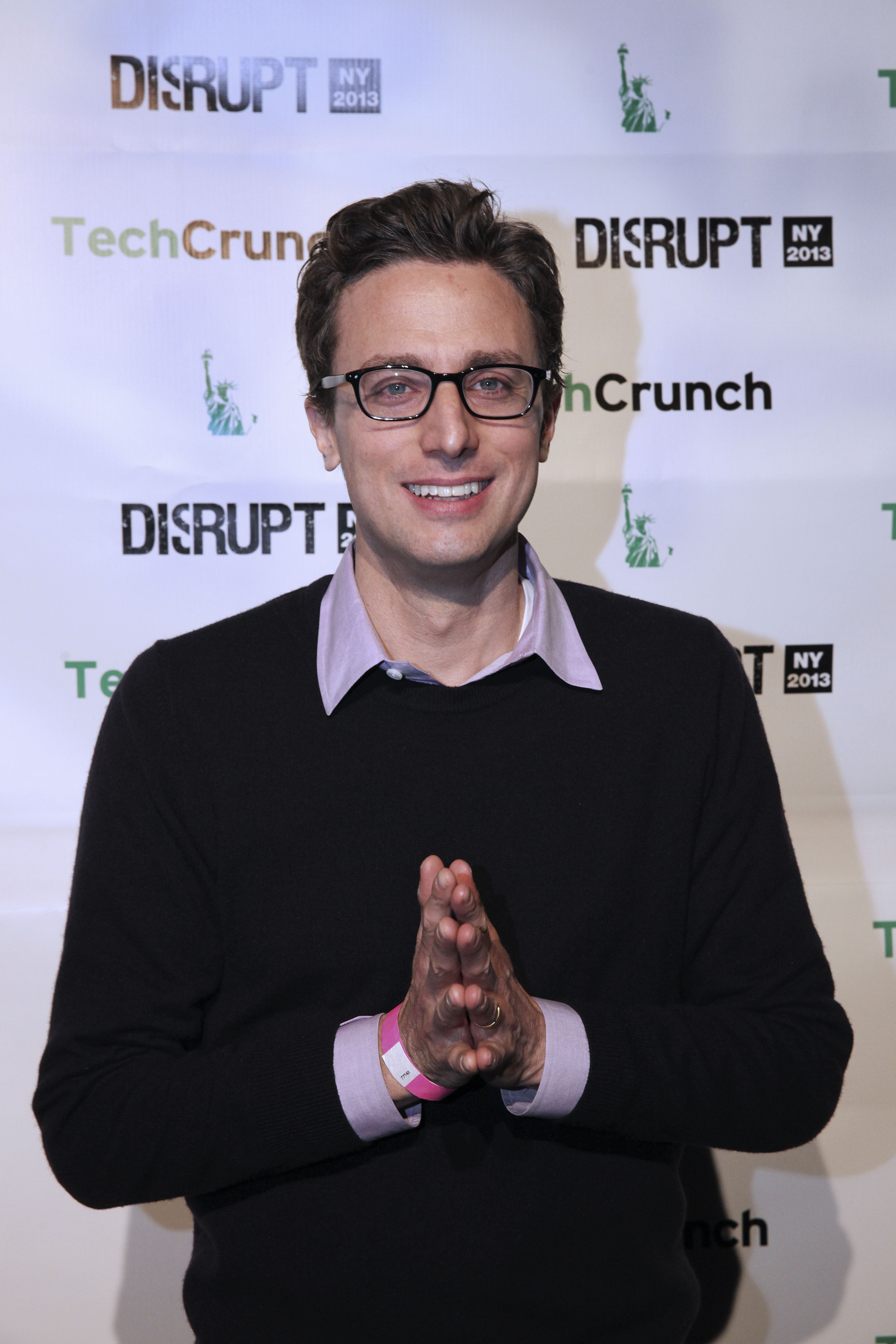
جونا پرتی بازفید را در نوامبر ۲۰۰۶ بنیان گذاشت.